# Андрианкин, Эраст Иванович
Эраст Иванович Андрианкин (10.06.1931-2013) — российский учёный, доктор физико-математических наук, профессор, заслуженный деятель науки РФ.
Окончил МИФИ (1954) и заочную аспирантуру МФТИ.
С 1954 г. работал в Институте химической физики АН СССР в отделе теоретической физики, переименованном в 1956 г. в теоретическую лабораторию сначала младшим, затем старшим научным сотрудником, руководителем группы.
В 1972 г. защитил докторскую диссертацию:
- Теоретические вопросы физики удара : диссертация … доктора физико-математических наук : 01.00.00. — Москва, 1972. — 297 с. : ил.

В 1974 г. возглавил образованную в составе сектора строения вещества лабораторию теоретических проблем, в 1982 году — созданный на её базе Отдел теоретических проблем, действовавший на правах академического института. Основными направлениями исследований были вопросы физики взрывов и ударов. Также изучались вопросы информационных технологий, энергетики, экономики, медицины и кибернетики, полей фундаментальных взаимодействий и исследований пространств. В том числе две лаборатории занимались изучением парапсихологии (психотроники).
Привлёк в свой отдел таких учёных, как Г. В. Кисунько, Н. С. Лидоренко, Д. Д. Иваненко, В. И. Родичев, Г. П. Дишкант, В. Н. Толмачёв. Всего под его началом работало 16 докторов и около 70 кандидатов наук.
В начале 2000-х гг. подвергся критике за проведение исследований, выходящих за рамки официальной науки. В 2003 г. финансирование его отдела было прекращено.
Заслуженный деятель науки РФ (1998).
Соавтор и редактор сборников:
- Физика удара и волновая динамика в космосе и на земле : Сб. ст. / Всесоюз. астрон.-геодез. о-во при АН СССР, Отд. теорет. пробл. АН СССР; [Редкол.: Андрианкин Э. И. (отв. ред.) и др.]. — М. : Б. и., 1983. — 325 с. : ил.; 20 см.
- Динамика сплошной среды в космосе и на Земле [Текст] : Сб. статей / Всесоюз. астрономо-геодез. о-во при АН СССР ; [Редкол.: д. ф.-м. н. Э. И. Андрианкин (отв. ред.) и др.]. — Москва : ВАГО при АН СССР, 1978. — 169 с. : граф.; 21 см.
- Космос, время, энергия : сб. ст., посвящ. 100-летию Д. Д. Иваненко / Акад. исслед. пространства; ред. совет.: Э. И. Андрианкин — [засл. деят. науки РФ, проф., д.ф.-м.н.] и др. — М. : Белка, 2004. — 414 с. : ил., факс., портр.; 22 см; ISBN 5-86164-022-X : 700
- Горение и взрыв в космосе и на земле : Сб. статей / Всесоюз. астрон. геодез. о-во при АН СССР; [Редкол.:Андрианкин Э. И. (отв. ред.) и др.]. — М. : ВАГО, 1980. — 155 с. : ил.; 20 см.